# Бадија (Кјети)
Бадија (итал. Badia) је насеље у Италији у округу Кјети, региону Абруцо.
Према процени из 2011. у насељу је живело 305 становника. Насеље се налази на надморској висини од 243 м.